# Lobenhausen (Körle)
Lobenhausen ist der nach Einwohnerzahl kleinste Ortsteil der Gemeinde Körle im nordhessischen Schwalm-Eder-Kreis.

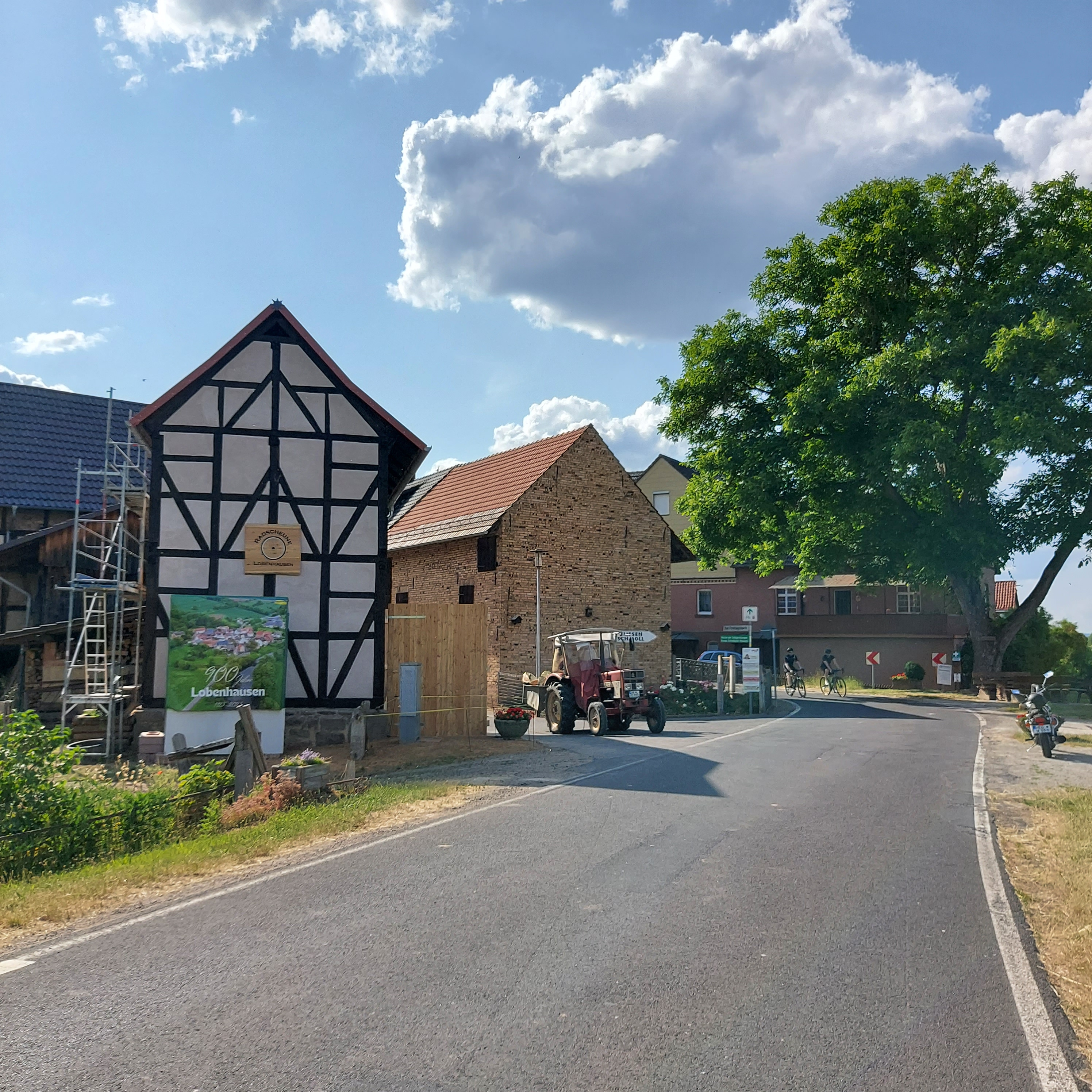
Ortsbild von Lobenhausen, mit Banner zur 900-Jahr-Feier

## Geographie
Lobenhausen liegt im Fulda-Werra-Bergland am südwestlichen, linken Ufer der Fulda, etwa 1 km (Luftlinie) südsüdöstlich der Ortsmitte des jenseits vom Fluss liegenden Körler Kernorts. Weitere Nachbarorte sind Wagenfurth im Nordwesten und Röhrenfurth im Südosten (beide auch an der Fulda) sowie Melgershausen im Südwesten, das nahe der Quelle des durch Lobenhausen fließenden und direkt anschließend in die Fulda mündenden Freitagsbachs liegt. Westlich erhebt sich der Quillerkopf (Quiller; ca. 345 m) und südsüdöstlich der Kesselkopf (Kessel; 368,1 m).

## Geschichte
Die älteste bekannte Erwähnung von Lobenhausen erfolgte im Jahr 1151 unter dem Namen „Lůbenhůsen“ im Mainzer Urkundenduch.
Die bis dahin selbstständige Gemeinde Lobenhausen wurde zum 1. Februar 1971 im Zuge der Gebietsreform in Hessen auf freiwilliger Basis als Ortsteil der Gemeinde Körle eingegliedert. Für Lobenhausen wurde ein Ortsbezirk mit Ortsbeirat und Ortsvorsteher nach der Hessischen Gemeindeordnung gebildet.

## Bevölkerung
Einwohnerstruktur 2011
Nach den Erhebungen des Zensus 2011 lebten am Stichtag dem 9. Mai 2011 in Lobenhausen 72 Einwohner. Darunter waren keine Ausländer.
Nach dem Lebensalter waren 3 Einwohner unter 18 Jahren, 27 zwischen 18 und 49, 18 zwischen 36 und 64 und 24 Einwohner waren älter. Die Einwohner lebten in 33 Haushalten. Davon waren 6 Singlehaushalte, 15 Paare ohne Kinder und 9 Paare mit Kindern, sowie 3 Alleinerziehende und keine Wohngemeinschaften. In 9 Haushalten lebten ausschließlich Senioren und in 18 Haushaltungen lebten keine Senioren.
Einwohnerentwicklung
Im Jahre 1585 hatte der kleine Ort 18 Haushalte, und auch 1747 wurden noch immer nur 17 Haushalte gezählt. 1895 waren es dann 119 Einwohner, und 1961 insgesamt 125; seitdem geht die Einwohnerzahl zurück.
| Lobenhausen: Einwohnerzahlen von 1834 bis 2019 | Lobenhausen: Einwohnerzahlen von 1834 bis 2019 | Lobenhausen: Einwohnerzahlen von 1834 bis 2019 | Lobenhausen: Einwohnerzahlen von 1834 bis 2019 | Lobenhausen: Einwohnerzahlen von 1834 bis 2019 |
| --- | ---------------------------------------------- | ---------------------------------------------- | ---------------------------------------------- | ---------------------------------------------- |
| Jahr |                                                |                                                |                                                | Einwohner                                      |
| 1834 | 1834                                           |                                                | 131                                            | 131                                            |
| 1840 | 1840                                           |                                                | 136                                            | 136                                            |
| 1846 | 1846                                           |                                                | 152                                            | 152                                            |
| 1852 | 1852                                           |                                                | 129                                            | 129                                            |
| 1858 | 1858                                           |                                                | 128                                            | 128                                            |
| 1864 | 1864                                           |                                                | 139                                            | 139                                            |
| 1871 | 1871                                           |                                                | 120                                            | 120                                            |
| 1875 | 1875                                           |                                                | 124                                            | 124                                            |
| 1885 | 1885                                           |                                                | 113                                            | 113                                            |
| 1895 | 1895                                           |                                                | 119                                            | 119                                            |
| 1905 | 1905                                           |                                                | 115                                            | 115                                            |
| 1910 | 1910                                           |                                                | 119                                            | 119                                            |
| 1925 | 1925                                           |                                                | 118                                            | 118                                            |
| 1939 | 1939                                           |                                                | 123                                            | 123                                            |
| 1946 | 1946                                           |                                                | 197                                            | 197                                            |
| 1950 | 1950                                           |                                                | 176                                            | 176                                            |
| 1956 | 1956                                           |                                                | 142                                            | 142                                            |
| 1961 | 1961                                           |                                                | 125                                            | 125                                            |
| 1967 | 1967                                           |                                                | 119                                            | 119                                            |
| 1980 | 1980                                           |                                                | ?                                              | ?                                              |
| 1990 | 1990                                           |                                                | ?                                              | ?                                              |
| 2000 | 2000                                           |                                                | ?                                              | ?                                              |
| 2010 | 2010                                           |                                                | ?                                              | ?                                              |
| 2011 | 2011                                           |                                                | 72                                             | 72                                             |
| 2019 | 2019                                           |                                                | 60                                             | 60                                             |
| Datenquelle: Historisches Gemeindeverzeichnis für Hessen: Die Bevölkerung der Gemeinden 1834 bis 1967. Wiesbaden: Hessisches Statistisches Landesamt, 1968. Weitere Quellen: Zensus 2011 |                                                |                                                |                                                |                                                |

Historische Religionszugehörigkeit
| • 1885: | 113 evangelische (= 100 %), ein katholischer (= 0,50 %) Einwohner   |
| • 1961: | 121 evangelische (= 96,80 %), vier katholische (= 3,20 %) Einwohner |

## Kirche

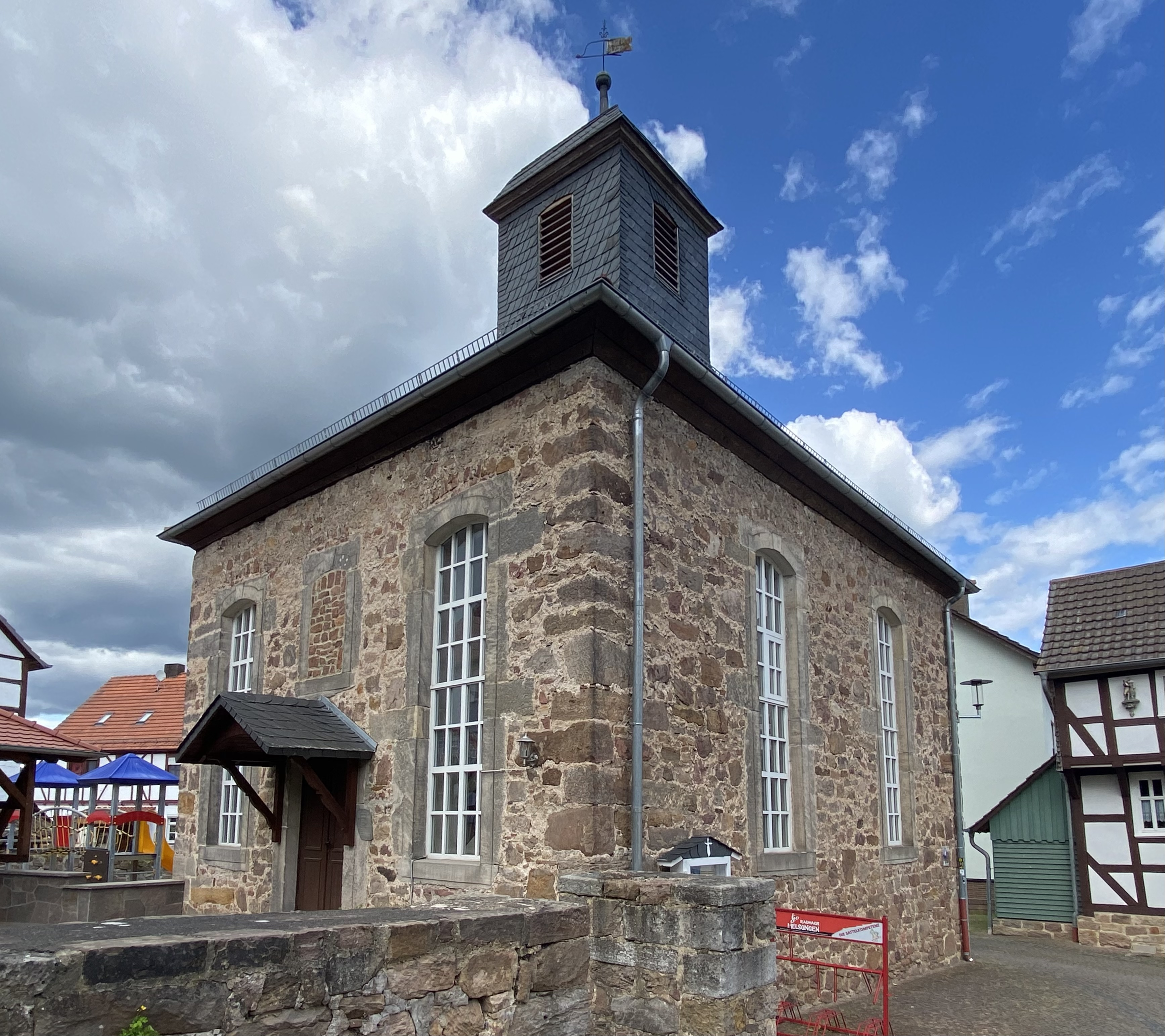
Kirche der Seligpreisungen

Die Lobenhausener Dorfkirche, Kirche der Seligpreisungen, wurde im spätklassizistischen Stil im Jahre 1799 erbaut. Darin finden seit 1981 monatlich Kammerkonzerte statt.

## Verkehr
Durch Lobenhausen führt die Kreisstraße 147 (Wagenfurth–Körle–Lobenhausen–Röhrenfurth), die das Dorf früher direkt mit Wagenfurth verband, nun aber abschnittsweise jenseits der Fulda verläuft, daher pro Dorf über jeweils eine Fuldabrücke führt und im benachbarten Körle durch die Bundesstraße 83 (war früher im Abschnitt Körle–Guxhagen die Landesstraße 3221) unterbrochen ist. Durch Körle verläuft die Bahnstrecke Bebra–Baunatal-Guntershausen, auf der unter anderem die RegioTram Kassel-Melsungen verkehrt. Die Ortschaft liegt am Fulda-Radweg (Hessischer Radfernweg R1).